# USS LST-708
O USS LST-708 foi um navio de guerra norte-americano da classe LST que operou durante a Segunda Guerra Mundial.